# Hohatzenheim
Hohatzenheim (prononcé [oatsənajm]) est une ancienne commune française devenue, le 1er janvier 2016, une commune déléguée de la commune nouvelle de Wingersheim-les-Quatre-Bans. Ce village de la plaine d'Alsace est situé à 17,8 km au nord-ouest de Strasbourg dans le département du Bas-Rhin, en région Grand Est.
Cette commune se trouve dans la région historique et culturelle d'Alsace. En 2013, la population légale est de 207 habitants. La structure intercommunale est la communauté de communes du Pays de la Zorn.
Ses habitants sont appelés les Hohatzenheimois.

## Géographie
Hohatzenheim est située à 17,8 km au nord-ouest de Strasbourg, non loin de Hochfelden (5,7 km).

## Histoire
Un petit château (eine Bürglin) des « von Waltenheim » s'élevait sur la colline à l'emplacement de l'actuel restaurant Au Burgritter, en face de l'église romane. À la suite d'une guerre privée (eine Fehde) entre la ville de Strasbourg et les von Waltenheim, le château fut détruit par les troupes strasbourgeoises en 1365. Cette année-là, les von Waltenheim, proches de l'évêque Jean II de Lichtenberg, avaient ordonné à six de leurs valets de se rendre à Strasbourg afin d'y mettre le feu. L'un d'eux, après avoir été hébergé dans une auberge du quai Saint-Nicolas, réussit à incendier l'écurie[pas clair] mais fut reconnu et arrêté avec trois de ses compagnons. Condamnés à être brûlés, les valets incendiaires périrent sur le bûcher et, en représailles de leurs méfaits, le petit château de Hohatzenheim fut démantelé par les Strasbourgeois.

### Héraldique
| Blason de Hohatzenheim | Blason  | Parti : au premier d'or à la bande de gueules, au second d'argent au lion de sable et à la bordure de gueules. |
| Blason de Hohatzenheim | Détails | |

## Politique et administration
| Période                                  | Période   | Identité          | Étiquette | Qualité          |
| ---------------------------------------- | --------- | ----------------- | --------- | ---------------- |
| mars 2008                                | En cours  | Jean-Marie Criqui |           | Agent commercial |
| 2001                                     | mars 2008 | Jean-Marie Criqui |           | Agent commercial |
| Les données manquantes sont à compléter. |           |                   |           |                  |

## Démographie
L'évolution du nombre d'habitants est connue à travers les recensements de la population effectués dans la commune depuis 1793. À partir du 1er janvier 2009, les populations légales des communes sont publiées annuellement dans le cadre d'un recensement qui repose désormais sur une collecte d'information annuelle, concernant successivement tous les territoires communaux au cours d'une période de cinq ans. 
Pour les communes de moins de 10 000 habitants, une enquête de recensement portant sur toute la population est réalisée tous les cinq ans, les populations légales des années intermédiaires étant quant à elles estimées par interpolation ou extrapolation. Pour la commune, le premier recensement exhaustif entrant dans le cadre du nouveau dispositif a été réalisé en 2007,.
En 2013, la commune comptait 207 habitants, en évolution de −0,48 % par rapport à 2008 (Bas-Rhin : +1,68 %, France hors Mayotte : +2,49 %).
| 1793 | 1800 | 1806 | 1821 | 1831 | 1836 | 1841 | 1846 | 1851 |
| ---- | ---- | ---- | ---- | ---- | ---- | ---- | ---- | ---- |
| 158  | 153  | 180  | 194  | 220  | 217  | 200  | 196  | 197  |

| 1856 | 1861 | 1866 | 1871 | 1875 | 1880 | 1885 | 1890 | 1895 |
| ---- | ---- | ---- | ---- | ---- | ---- | ---- | ---- | ---- |
| 192  | 196  | 194  | 189  | 204  | 201  | 178  | 182  | 194  |

| 1900 | 1905 | 1910 | 1921 | 1926 | 1931 | 1936 | 1946 | 1954 |
| ---- | ---- | ---- | ---- | ---- | ---- | ---- | ---- | ---- |
| 193  | 211  | 192  | 165  | 174  | 175  | 180  | 177  | 156  |

| 1962 | 1968 | 1975 | 1982 | 1990 | 1999 | 2007 | 2011 | 2013 |
| ---- | ---- | ---- | ---- | ---- | ---- | ---- | ---- | ---- |
| 164  | 164  | 163  | 180  | 188  | 231  | 212  | 206  | 207  |

## Lieux et monuments
- Église Saint-Pierre-et-Paul d'Hohatzenheim (XIIe siècle).

- Pietà (XVe siècle ?) de la Vierge douloureuse.
- Stèle funéraire de Nicolas Blaess au cimetière. L'épitaphe recèle deux erreurs :
  - l'année 1793 est erronée car Nicolas Blaess fut guillotiné en janvier 1794 ;
  - l'exécuteur ne fut pas Euloge Schneider car cet accusateur public du Tribunal révolutionnaire du Bas-Rhin fut arrêté à Strasbourg le 25 frimaire de l'an II (15 décembre 1793) puis transféré à Paris et guillotiné le 12 germinal de l'an II (1er avril 1794).
- Dalle funéraire de Wilhelm II von Mittelhausen fixée à un mur extérieur de la sacristie. Wilhelm II résidait dans son château de plaine (une Wasserburg) de Mittelhausen. À son décès en 1472, il fut inhumé dans son église paroissiale de Hohatzenheim dont il était un bienfaiteur puisqu'il eut la privilège d'être enterré devant l'autel de saint Antoine (aujourd'hui emplacement de la Vierge douloureuse). L'épitaphe encore lisible de nos jours est rédigée ainsi :

Anno D MCCCCLXXII
Am XII Dez Ap(pril) starb der
eren Vest Wilhelm von
Mittelhausen dem God gnäd'
und barmherzig sey Am.
Traduction :
En l'an du Seigneur 1472,
le 12 du mois d'avril, mourut le
très honorable Wilhelm von
Mittelhausen. Que Dieu lui accorde grâce
et miséricorde. Ainsi soit-il.

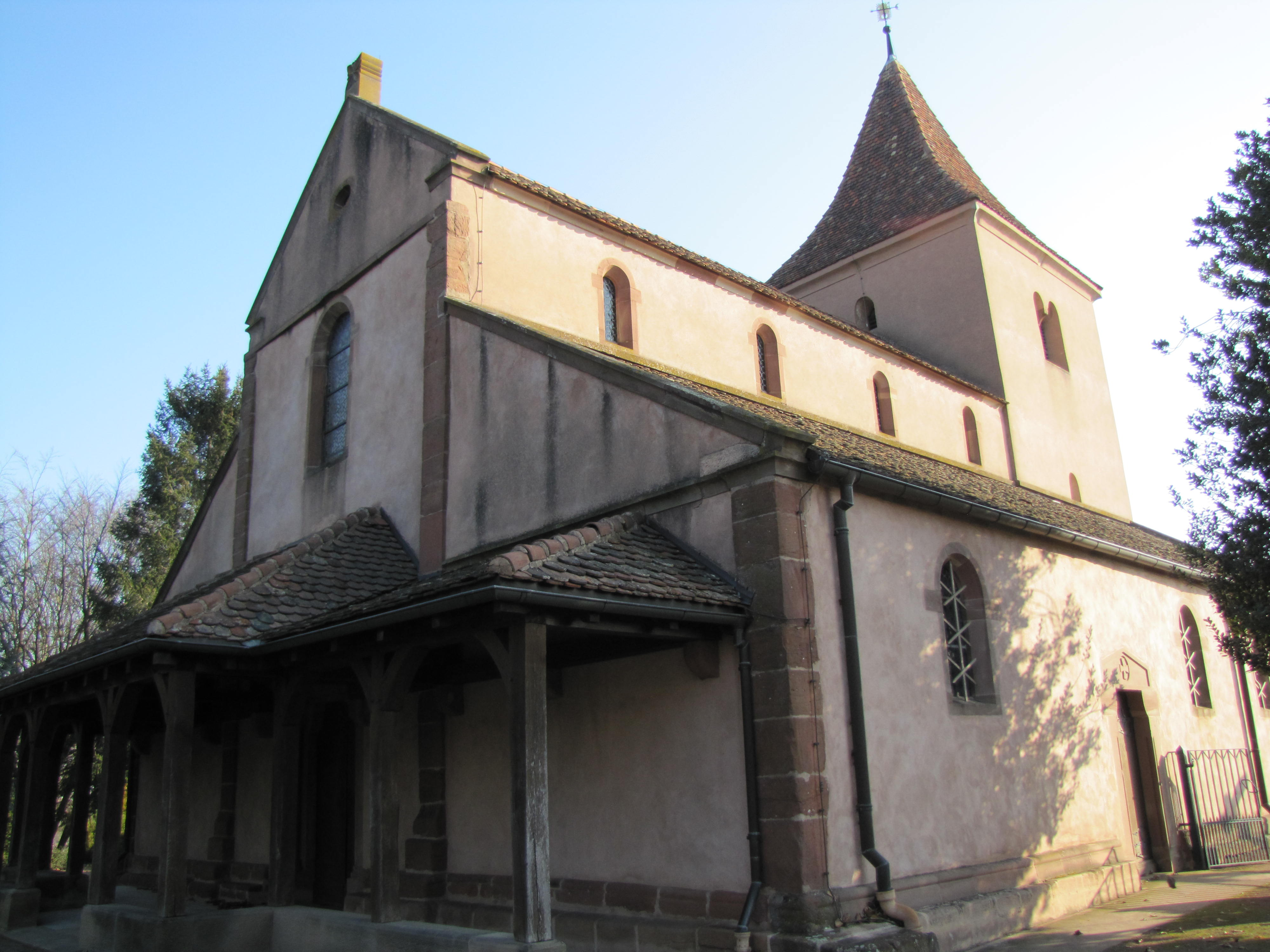
Porche de l'église Saint-Pierre-et-Paul d'Hohatzenheim.
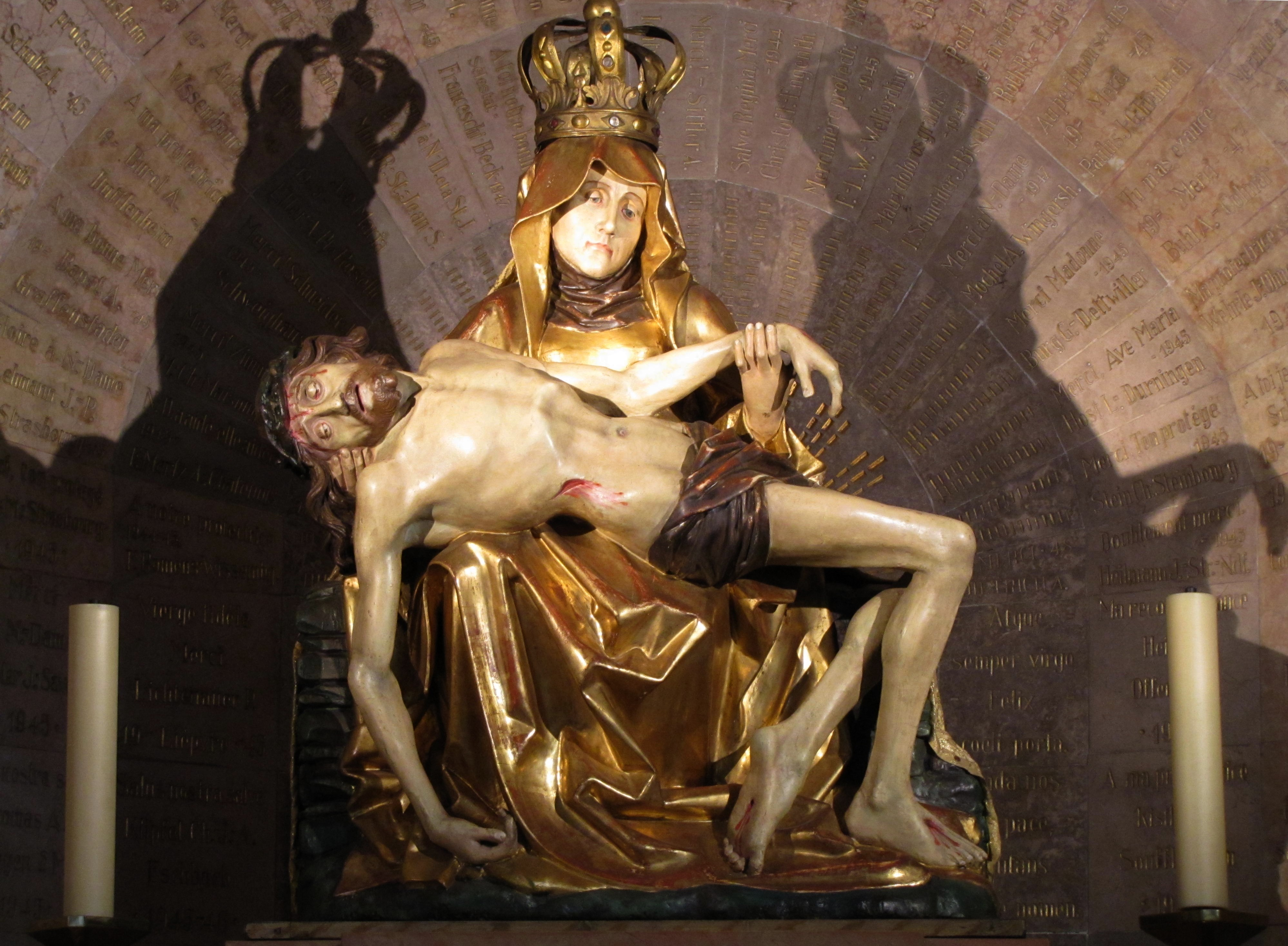
Vierge de Pitié (XVe-XVIe).
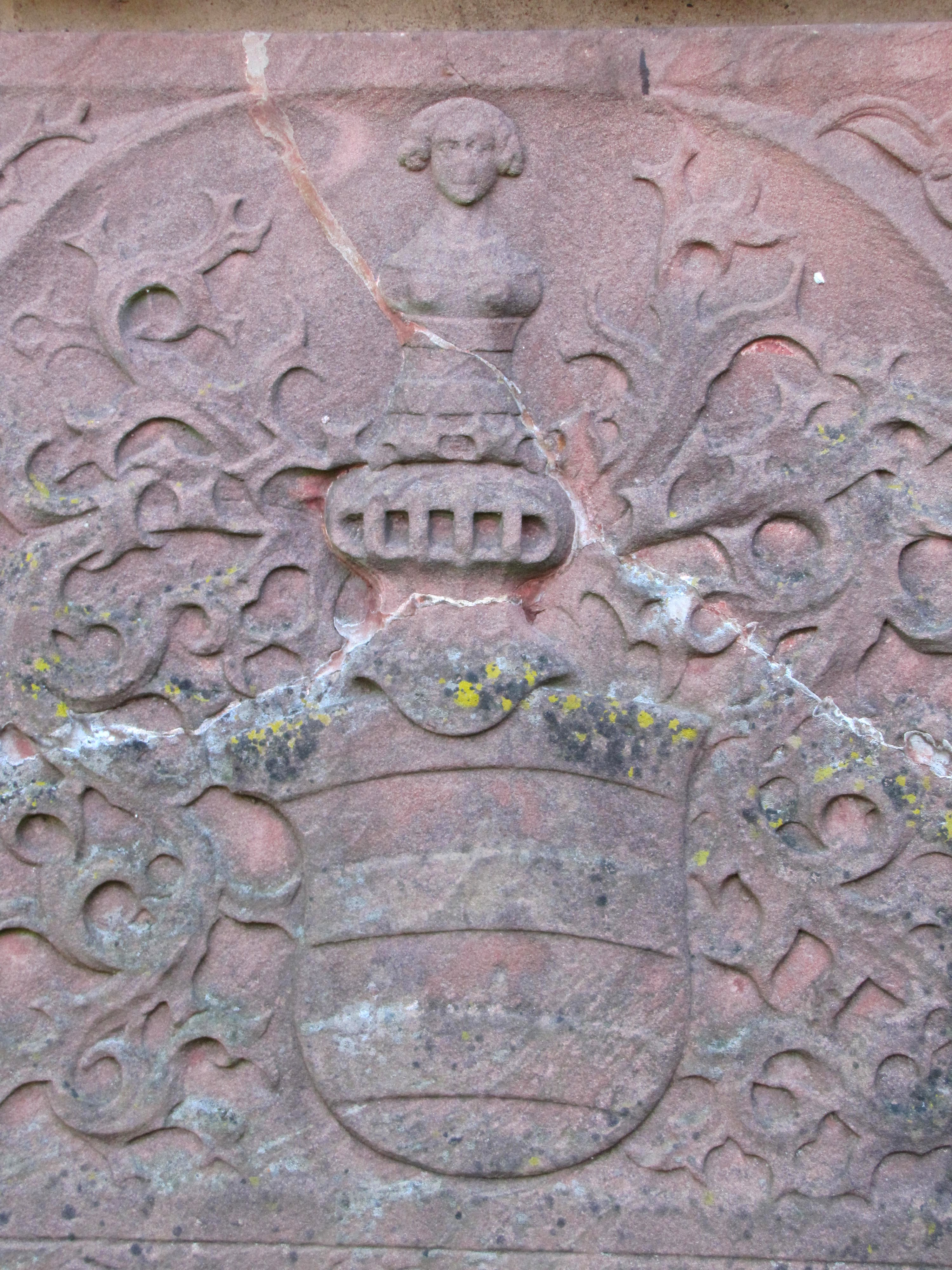
Dalle funéraire (1472) de Wilhelm von Mittelhausen.

## Personnalités liées à la commune
- Nicolas Blaes, écoutète de 1787 à 1792.